# Монти, Филиппо Мария де
Филиппо Мария де Монти (итал. Filippo Maria de Monti; 23 марта 1675, Болонья, Папская область — 17 января 1754, Рим, Папская область) — итальянский куриальный кардинал. Секретарь Священной Консисторской Конгрегации и секретарь Священной Коллегии кардиналов с 24 июля 1730 по 18 февраля 1735. Секретарь Священной Конгрегации Пропаганды Веры с 18 февраля 1735 по 9 сентября 1743. Кардинал-священник с 9 сентября 1743, с титулом церкви Сант-Аньезе-фуори-ле-Мура с 23 сентября 1743 по 10 апреля 1747. Кардинал-священник с титулом церкви Санто-Стефано-аль-Монте-Челио с 10 апреля 1747.